# Kusunoki Masashige
Kusunoki Masashige, japansk: 楠木 正成 (1294 – 4. juli 1336) var en samurai fra det 14. århundrede, der kæmpede for kejser Go-Daigo, som forsøgte at fratage Kamakurashogunatet herredømmet over Japan. Han huskes som et idealbillede af loyalitet.

## Taktiker
Kusunoki var en strålende taktiker og strateg, og det var hans snedige forsvar af de to afgørende, loyale fæstninger, Akasaka og Chihaya i nærheden af Osaka, som muliggjorde, at Go-Daigo kortvarigt kunne generobre magten. Men en af de loyale generaler, Ashikaga Takauji, svigtede Go-Daigo og satte sig i spidsen for en hær mod Kusunoki og de tilbageværende, kejsertro styrker. Kusunoki foreslog kejseren, at de skulle søge i sikkerhed på det hellige bjerg, Hiei, og lade Takauji indtage Kyoto, sådan at de kunne avancere ned ad bjerget for at fange og tilintetgøre ham i byen med hjælp fra munkene på Hiei.

### Katastrofe
Go-Daigo var dog ikke villig til at forlade hovedstaden, og han forlangte, at Kusunoki skulle møde Takaujis overlegne styrker i et regulært feltslag. I det, man senere har betragtet som et bevis for den yderste grad af samuraiens loyalitet, efterkom Kusunoki sin kejsers tåbelige ordre, efterlod et dødsdigt hos sin unge søn, Masatsura, og førte fuldt bevidst sin hær ud i den næsten visse død. Slaget fandt sted ved Minatogawa i nutidens Chūō-ku nær Kobe og blev en taktisk katastrofe. Kusunoki var fuldstændigt omringet med kun 73 af sine oprindeligt 700 ryttere tilbage, og han begik selvmord sammen med sin bror, Masasue, 11 nære klanmedlemmer og 60 andre. Ifølge legende skal hans brors sidste ord have været Shichisei Hōkoku! (七生報國= "Bare jeg havde syv liv at give for mit land!") og Kusunoki Masashige var enig med ham.
Der findes to beretninger om de argumenter, som Kusunoki Masashige fremførte overfor kejser Go-Daigo. Det ene var, at de burde omgruppere og angribe fra to sider, mens det andet var, at de burde få general Takauji over på deres side og på den måde få balance i styrkeforholdet. Begge argumenter blev afvist.

## Konsekvenser
Sønnen, Masatsura, tjente kejserens efterfølger, den 12årige Go-Murukami, i et forhold med gensidig tillid og hengivenhed, som genspejlede faren, Kusunoki, og det holdt den kejsertro modstand i live. Masatsura og hans bror, Masatoki samt en fætter, Wada Takahide, døde alle i et slag ved Shijonawate i 1348, der gjorde en ende på Kusunokiklanen. I tiden derefter kom det til en alt andet end heldig kamp om magt og indtægter ved hoffet.
Kusunoki Masashiges succesrige forsvar af Chihaya fæstningen anses for at have undermineret Kamakurashogunatet (det 1. shogunat)s militære styrke. Det var delvist, fordi han holdt ud så længe i sin fæstning, at Ashikaga Takauji gjorde oprør og kom kejseren til hjælp, sådan at Kamakurashogunatet blev bragt til afslutning. Men Ashikaga Takauji fandt hurtigt ud af, at han ikke brød sig om at følge kejserens ordrer, og han gjorde oprør på ny. Da han havde besejret Kusunoki Masashige og den øverstbefalende, Yoshisada, i et afgørende slag, skabte han sit eget Ashikaga shogunat (det 2. shogunat). Kusunoki Masashige forsøgte at gribe ind og skaffe Ashikaga Takauji tilbage på kejserens side, men den plan afviste kejserene, som nævnt.

## Eftermæle
Efter at Tokugawa-shogunatet havde indført Neokonfucianismen som statsfilosofi i fuldt omfang, blev Kusunoki Masashige, som engang blev kaldt forræder af hoffet, ophøjet til ære og værdighed, mens kejser Go-Daigo blev betragtet som en forløber for de Kinavenlige eneherskere, der byggede på neo-konfucianske teorier. I Edo-perioden skabte historikere og samuraier, der var påvirket af neokonfucianske teorier, myten om Kusunoki, og de dyrkede ham som en patriotisk helt, kaldet Nankō(楠公) eller Dai-Nankō(大楠公). Han stod for loyalitet, mod og hengivenhed overfor kejseren, og Kusunoki blev senere en slags skytshelgen for de kamikazepiloter under 2. verdenskrig, der så sig selv som hans åndelige arvtagere, når de ofrede deres liv for kejseren.